# Torymus frater
Torymus frater är en stekelart som beskrevs av Thomson 1876. Torymus frater ingår i släktet Torymus och familjen gallglanssteklar.
Artens utbredningsområde är:
- Ungern.
- Sverige.

Arten är reproducerande i Sverige. Inga underarter finns listade i Catalogue of Life.